# دهستان جمال الدین
دهستان جمال الدین یکی از دهستان‌های شهرستان نظرآباد در استان البرز ایران است. این دهستان در بخش مرکزی شهرستان نظرآباد قرار دارد و براساس سرشماری مرکز آمار ایران در سال ۱۳۹۰، جمعیت آن ۱۹۴۷ نفر (در ۵۴۷ خانوار) بوده‌است.